# Hala Roztoka

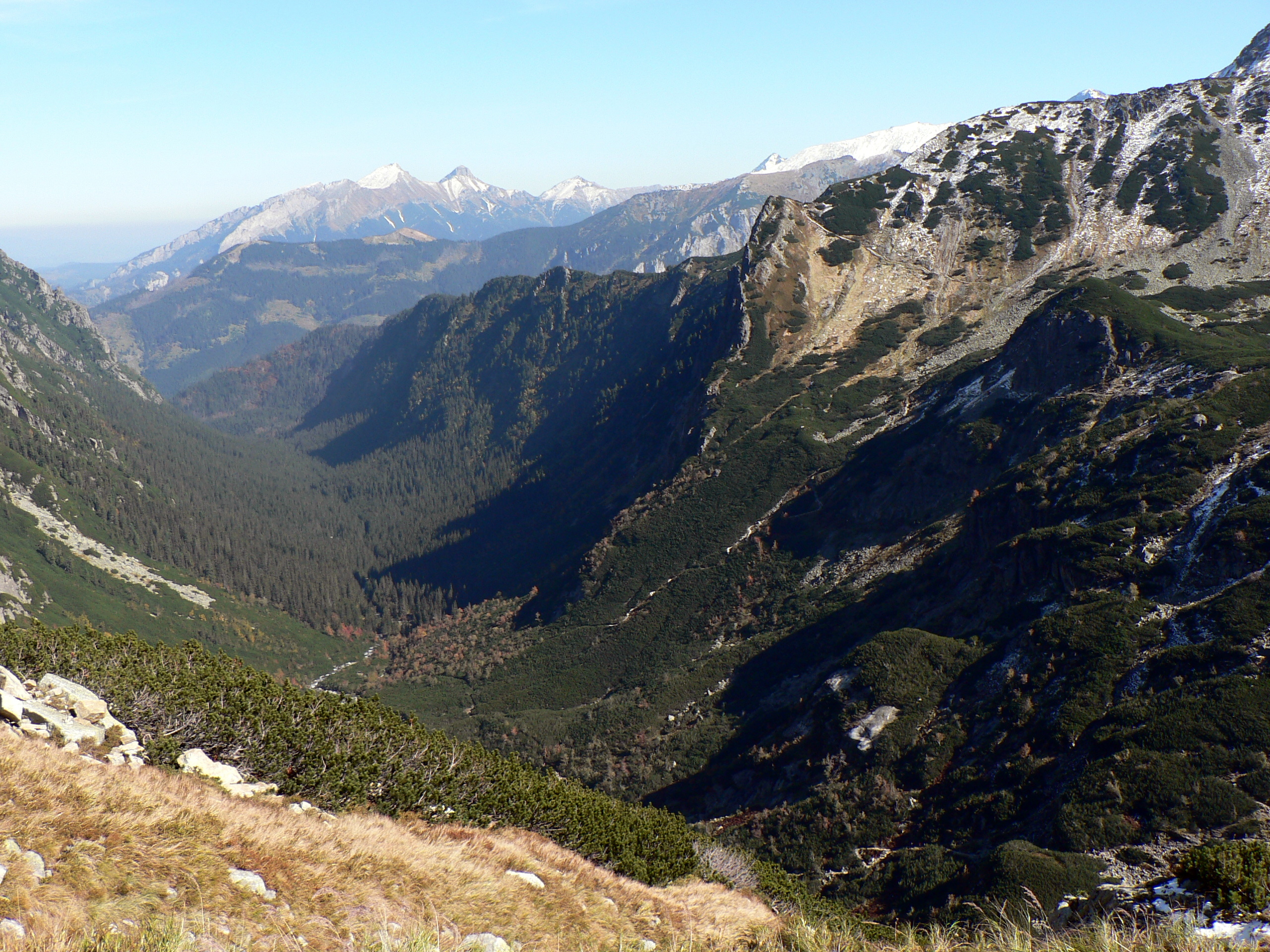
Dolina Roztoki

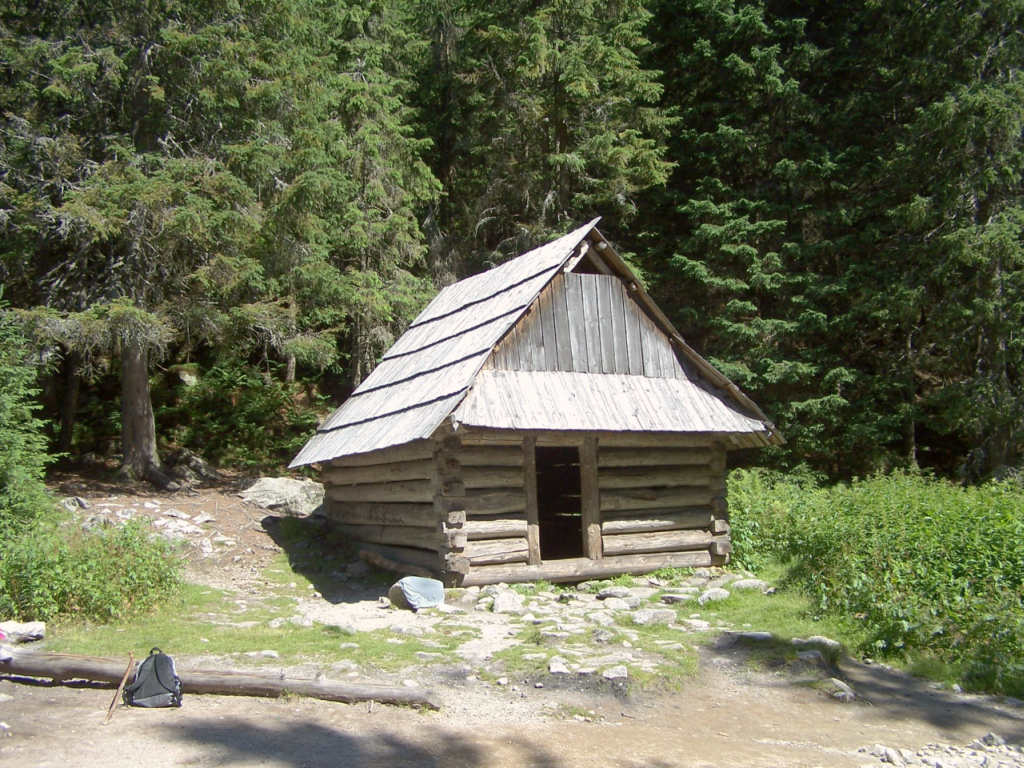
Szałas na polanie Nowa Roztoka

Hala Roztoka – dawna hala pasterska w  polskich Tatrach Wysokich, wchodząca w skład Hali Pięć Stawów. Obejmowała Dolinę Roztoki po wielką ścianę stawiarską z Siklawą. Z północnej strony ograniczona była potężnym masywem Wołoszyna z bardzo stromymi stokami, zaś z południowej ścianami Roztockiej Czuby, Opalonego i Świstowej Czuby. Traktowana była tylko jako pastwisko przejściowe, gdzie popasano na wiosnę w czasie pędzenia stada do Doliny Pięciu Stawów Polskich oraz jesienią przy zejściu stada z hali. Czasami również w lecie, gdy spadł śnieg (co na tej wysokości nie jest wcale zjawiskiem niezwykłym), z konieczności schodzono ze stadem do tej doliny. Na polanie Nowa Roztoka stała szopa pasterska, którą odnotowywano już w XIX w., odnowiono ją w 1986 r. Przy dużym głazie zwanym Bacową Wantą podobno baca rozliczał się z gazdami za wypas.
Właścicielami terenów był ród Nowobilskich oraz ich potomkowie. Ostatnim bacą był Karol Wojtanek z Brzegów.
Dolina Roztoki ma duże walory przyrodnicze. Turnię nad Szczotami na zboczach Wołoszyna porasta dziewiczy las urwiskowy, głównie limbowy, zbocza Roztockiej Czuby natomiast pokryte są lasem limbowo-modrzewiowym – jest to największe w polskich Tatrach skupisko rodzimego modrzewia. Na Czubie i Wołoszynie mają swoje stałe gawry niedźwiedzie. Pasterstwo w Dolinie Roztoki i Dolinie Pięciu Stawów Polskich było szkodliwe dla przyrody tatrzańskiej, zaś wartość użytkowa tej hali była niewielka. Rozumiano to już przed II wojną światową. Towarzystwo Tatrzańskie rozpoczęło wykup terenów tych hal od górali (wykupiło 24% udziału). W 1956 r. TPN ograniczył wypas, a w latach 1963–65 poprzez wykup lub wywłaszczenia cały obszar Hali Pięć Stawów i wchodzącej w jej skład Hali Roztoka stał się własnością TPN, który zlikwidował tutaj pasterstwo. Krowy pasły się do 1968 r. Po zniesieniu pasterstwa tej hali jej nazwa jest już historyczna, znacznie zaś poprawiły się warunki bytowania roślin i zwierząt w tym rejonie.

## Szlaki turystyczne
– zielony Doliną Roztoki nad Wielki Staw od schroniska Roztoka i szosy z Palenicy Białczańskiej do Morskiego Oka.
- Czas przejścia od schroniska w Roztoce do Wielkiego Stawu: 2:20 h, ↓ 1:50 h
- Czas przejścia od Wodogrzmotów Mickiewicza przy szosie do Morskiego Oka do Wielkiego Stawu: 2:05 h, ↓ 1:40 h

 – czarny szlak, będący alternatywnym dojściem do schroniska nad Przednim Stawem. Czas przejścia od rozstaju ze szlakiem zielonym: 40 min, ↓ 30 min